# مسجد السليمانية (بغداد)

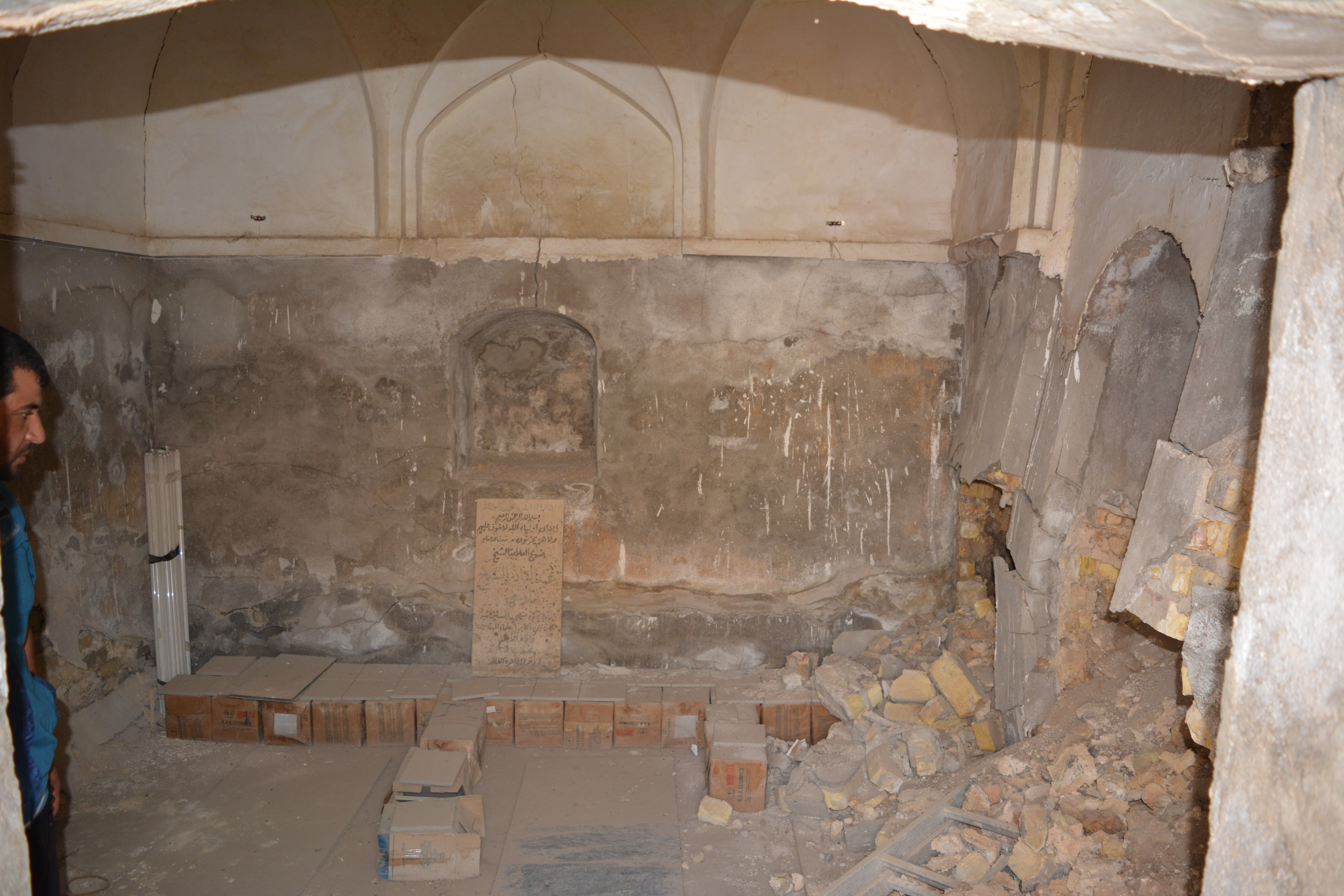
قبر نعمان أفندي في المسجد، المتوفى عام 1770م

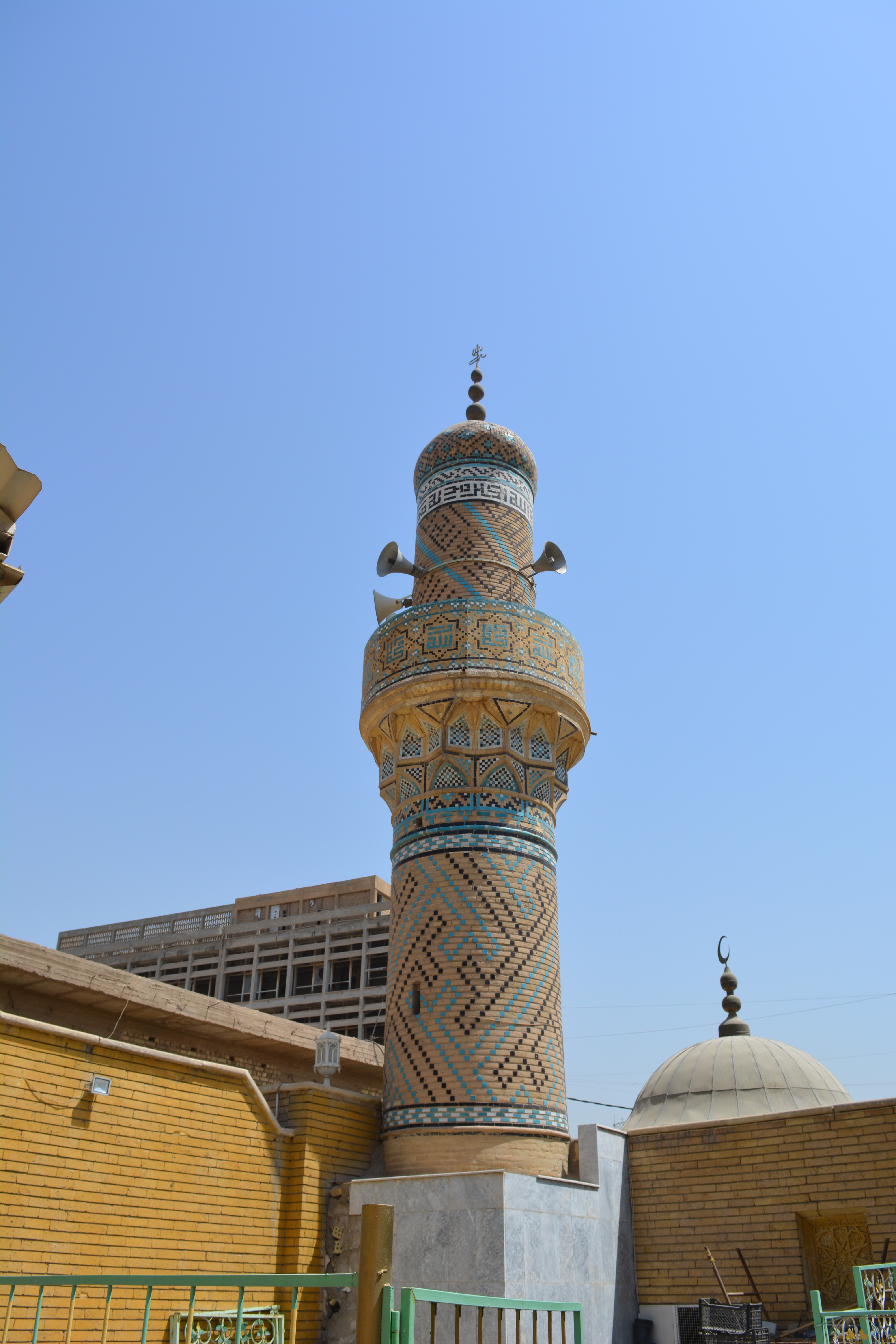
منارة مسجد السليمانية وتظهر قبة ضريح قبر نعمان أفندي

مسجد السليمانية الذي كان اسمه جامع النعمانية، وهو أحد مساجد بغداد الأثرية القديمة الواقعة في محلة البقجة والتي هي جزء من محلة الميدان، أسس وبنى هذا الجامع السيدة فاطمة خانم بنت بكتاش بن السيد ولي عام 1186 هـ/ 1771م، وكانت تقام فيه الصلاة لخمس أوقات وصلاة الجمعة والعيدين، وفيهِ مدرسة يدرس فيها ملا محسن أفندي بكتاش، وأوقفت السيدة فاطمة أوقافاً كثيرة في بغداد ومندلي والخالص لخدمة الجامع والمتولين فيهِ، ولقد جدد بنيانه وعمرهُ والي بغداد سليمان باشا الكبير في عهد الدولة العثمانية عام 1206 هـ/1791م، وبني في جوار المسجد مبنى المدرسة السليمانية التي درس فيها الشيخ محمد فيضي الزهاوي مفتي بغداد، وأبنه الشيخ محمد سعيد الزهاوي، وكانت المدرسة تدرس العلوم العقلية والنقلية، وهي مدرسة واسعة البنيان فسيحة الأركان وتحتوي على طابقين وغرف للطلاب والمدرسين، ويوجد في المسجد ضريح قبر الشيخ نعمان أفندي المتوفى عام 1770م، وعليهِ قبة صغيرة، ويحتوي المسجد على قبة واسعة للمصلى ومنارة مأذنة بنيت حسب الطراز المعماري الإسلامي، وأمر الوالي سليمان باشا بتعيين إمام ومدرس وخدم للمدرسة والمسجد، وتخصيص الرواتب الشهرية لهم، وبقيت المدرسة السليمانية إلى عهد وفاة الشيخ أمجد الزهاوي حفيد مفتي بغداد محمد فيضي الزهاوي، ثم هدم المسجد عام 1966 وأغلقت المدرسة مع قرار إغلاق المدراس الدينية عام 1968م، وبقي المسجد لفترة من الزمن يرتادهُ الناس لصلاة الظهر فقط، ثم هدمت بعض أركان المدرسة والمسجد، فعمرتهُ وزارة الأوقاف وبنت المسجد من جديد عام 2007م، حيث بنت المسجد من جديد على أرض المدرسة وأرض مسجد النعمانية وفتح المسجد للصلاة عام 2009، وبدأ الناس بأرتيادهِ من جديد، وتقام فيهِ الآن الصلوات الخمسة، وبقيت ساحة المدرسة تحتوي على قبور ثلاثة من أبرز مدرسيها بعد هدم أركانها وهم الشيخ محمد فيضي الزهاوي وأبنهِ الشيخ محمد سعيد الزهاوي، والشيخ عبد القادر محمد صوف جد الشيخ أمجد الزهاوي لأمهِ.

## معرض الصور
القبور الثلاثة في ساحة مدرسة السليمانية ببغداد:

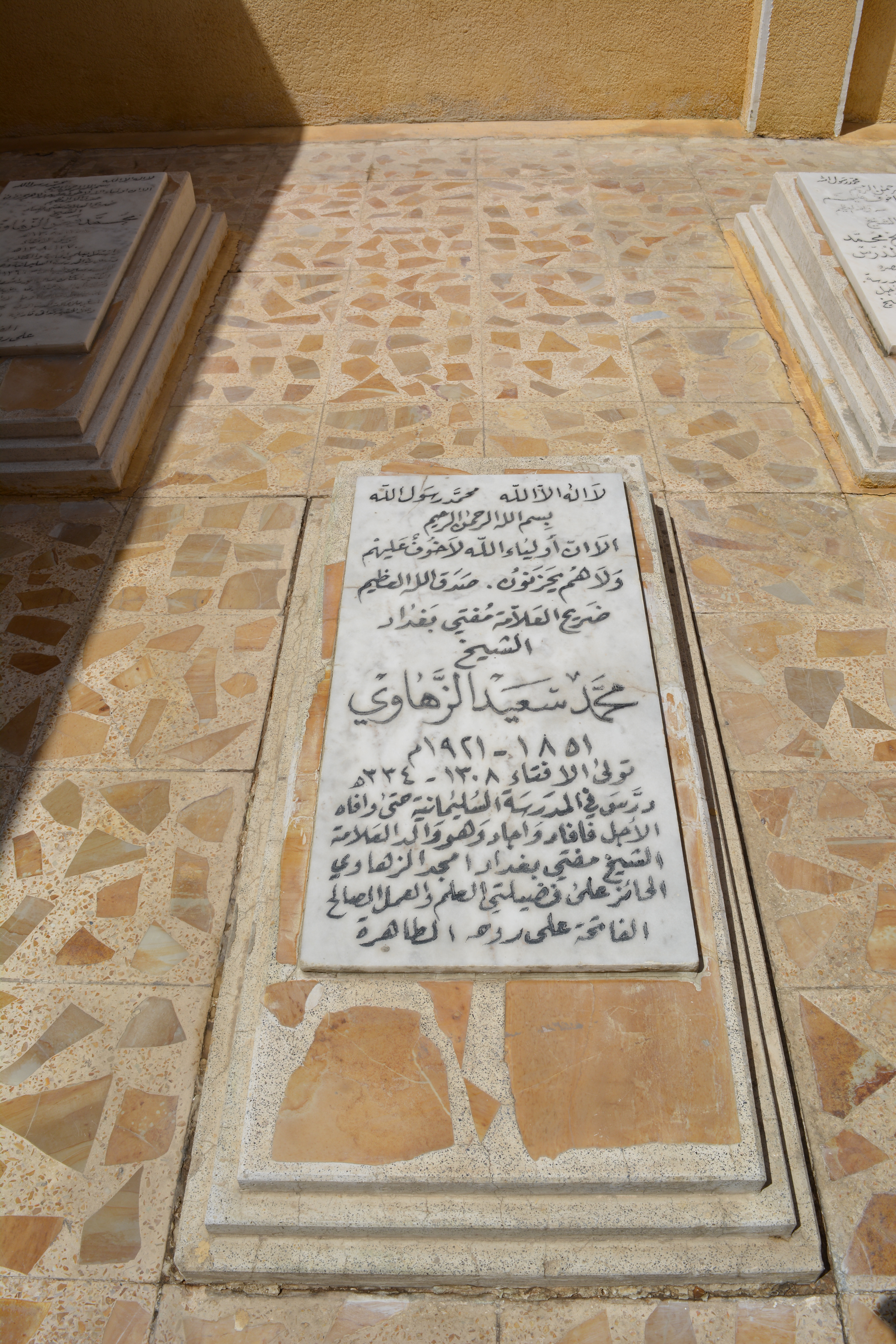
قبر الشيخ محمد سعيد الزهاوي، توفى عام 1339هـ/ 1921م.
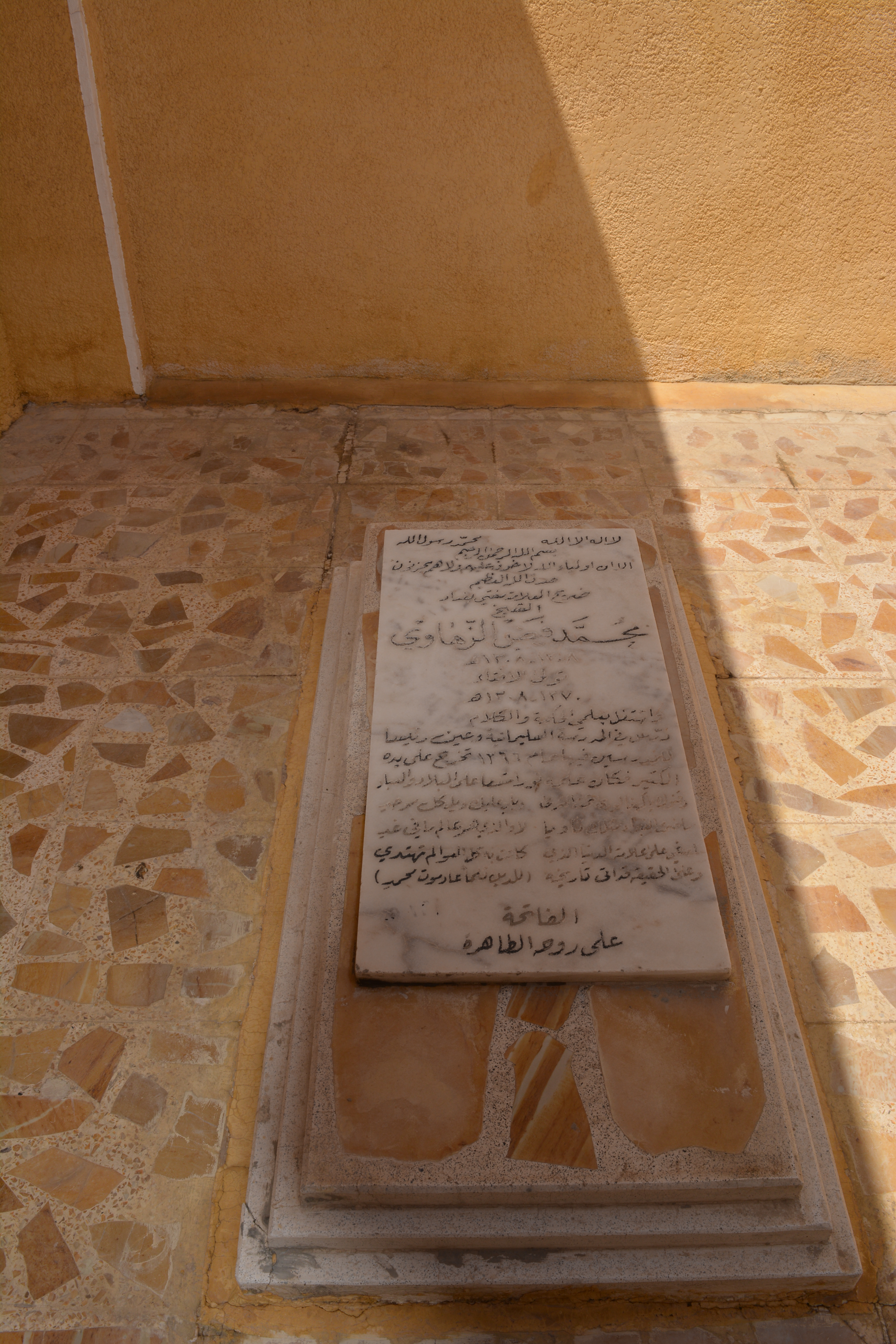
قبر الشيخ محمد فيضي الزهاوي، توفى عام 1308هـ/ 1890م.
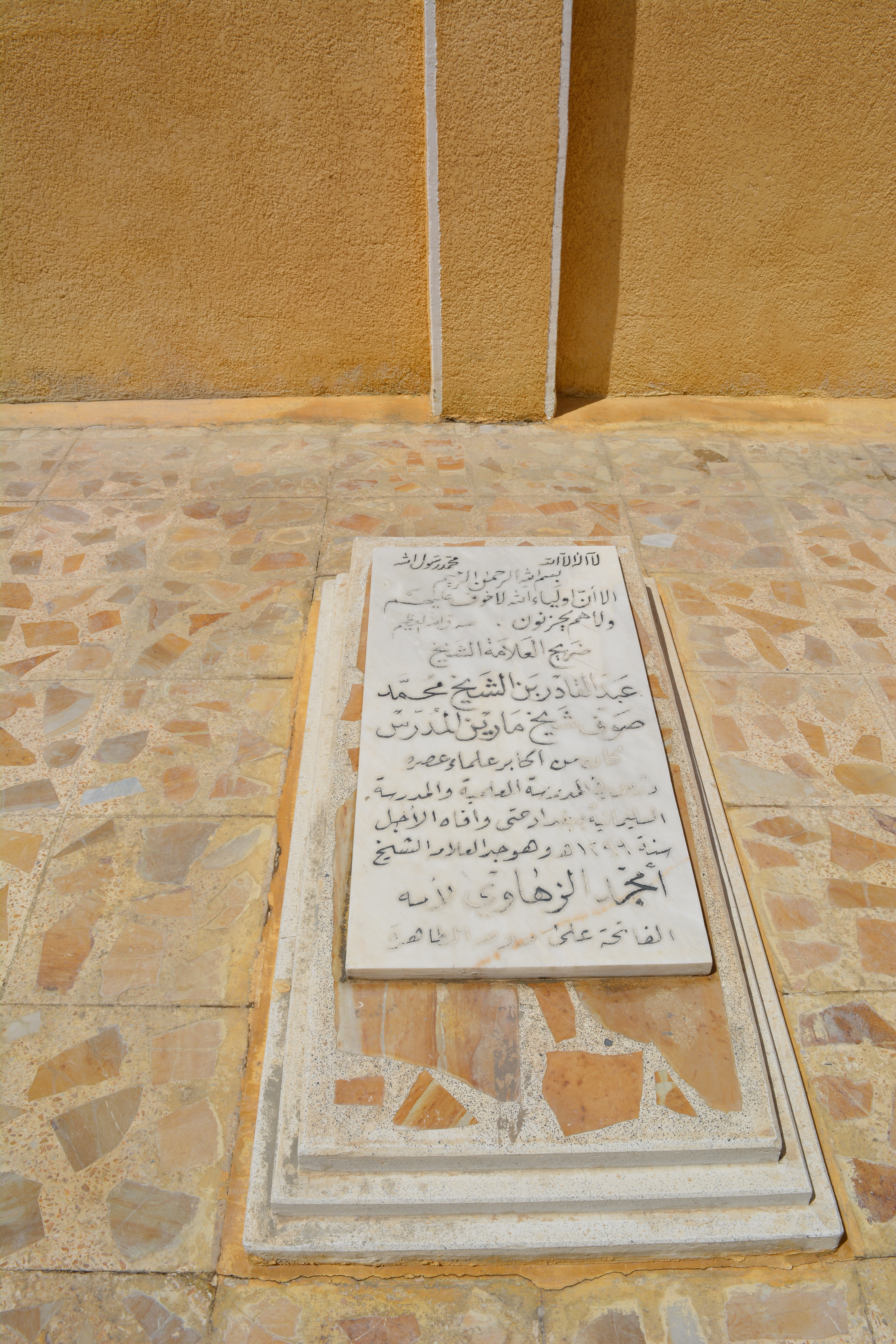
قبر الشيخ عبد القادر محمد صوف، توفى عام 1299هـ/ 1814م.